# Chassidische Synagoge (Mariupol)

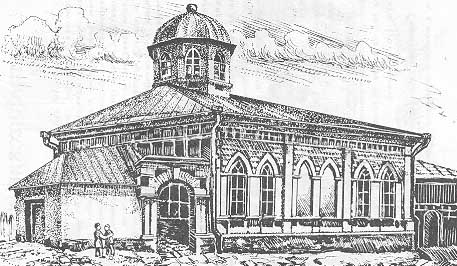
Chassidische Synagoge Mariupol

Die Chassidische Synagoge war das erste eigenständige jüdische Gotteshaus im ukrainischen Mariupol.

## Geschichte
Mariupol und seine Umgebung wurden von griechischen Bewohnern der Krim in den 1780er Jahren besiedelt. Einige Jahrzehnte später, in den 1820er Jahren, ließen sich erste Juden aus Nord- und Südwestrussland in der Stadt als Handwerker nieder. Mitte des 19. Jahrhunderts war ihre Zahl bedeutend angewachsen und ein erster jüdischer Friedhof entstand bei einem der Dörfer, die das heutige Mariupol bildeten.
Im Jahr 1864 waren 393 der 7440 Bewohner jüdischen Glaubens und die Gemeinde wuchs – nach einer gesetzlichen Absicherung durch das Innenministerium von 1859 – schnell an. Die Juden der stark durch den Chassidismus geprägten Gemeinde versammelten sich bis dahin zum Gebet in einer angemieteten Scheune in der Italienischen Straße (ukrainisch Італійська вулиця), doch der Platz wurde zu klein und so startete der Handwerker Abram Frejman (Абрам Фрейман) die Initiative, eine Synagoge zu errichten, was 1864 in der Charalambos-Straße (ukrainisch Харлампіївська вулица) umgesetzt wurde. 1880 wurde das Gebäude um eine Kuppel erweitert und im Flügel neben der Synagoge eine sogenannte Frauenschule untergebracht. Die weiblichen Mitglieder der Gemeinde erhielten auch einen eigenen Betbereich in der Synagoge und es gab einen Toraschrein.
Im Jahr 1882 erbaute die jüdische Gemeinde in der Nähe eine zweite Synagoge, die zunächst nur als Nebensynagoge gedacht war. Sie ließ sich aber leichter erweitern als die erste Synagoge und so wurde sie als Choral-Synagoge bald zur Hauptsynagoge der Stadt und die ältere Chassidische Synagoge verlor an Bedeutung. Von ihr sind heute nur noch ein Teil des Fundaments sowie das Bogentor erhalten. Die Frauenschule wurde auch später als Schulgebäude von verschiedenen Bildungseinrichtungen genutzt.
Im Frühjahr 1922 – nach der Eroberung durch die Bolschewiki im Russischen Bürgerkrieg – wurden 22 Kirchen und Synagogen Mariupols geplündert und die Wertsachen der Finanzabteilung des Kreises übergeben. Später kam es zur Schließung aller Gotteshäuser Mariupols durch die Sowjetunion. Einige wurden profaniert, andere gesprengt. Die Mitgliederzahl der jüdischen Gemeinde nahm durch diese Aktivitäten schnell ab. Die Chassidische Synagoge wurde in der Zeit der deutschen Besatzung (1941–1943) zerstört.
Mit der Perestroika und der Unabhängigkeit der Ukraine konnten sich wieder Gemeinden bilden und im Hof der einstigen Synagoge siedelte sich erneut die jüdische Gemeinde an, nachdem ihr 1995 das Grundstück zurückgegeben worden war.